# Pelonker Hof 3

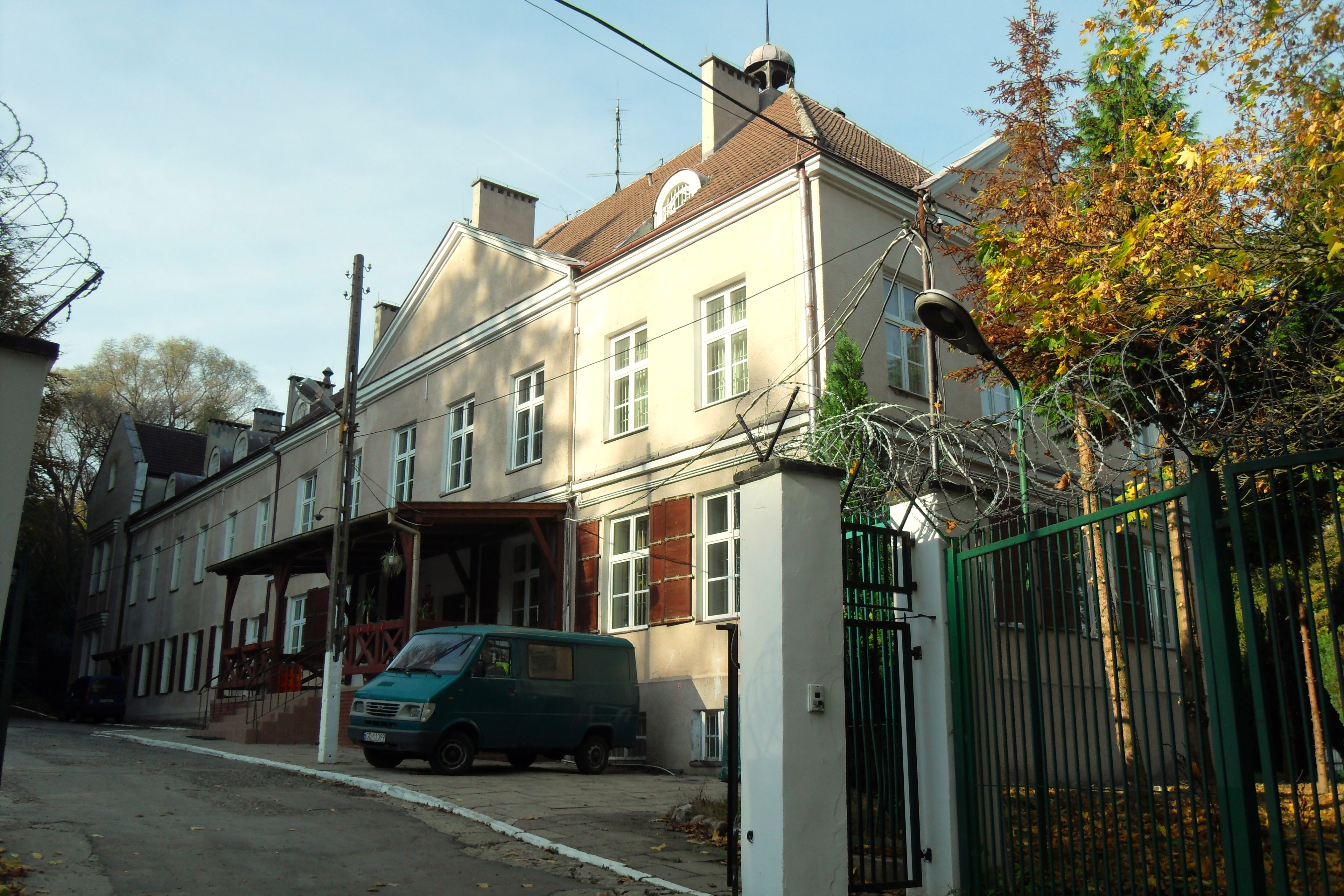
Dritter Pelonker Hof

Der Dritte Pelonker Hof (polnisch III Dwór; auch Schopenhauerhof) ist ein Grundstùck in Danzig.
Es befindet sich im ehemaligen Ortsteil Pelonken von Oliwa nordwestlich der Danziger Innenstadt. Die jetzige Adresse ist ul. Polanki 122 (bis 1945 Pelonker Straße 122).

## Geschichte

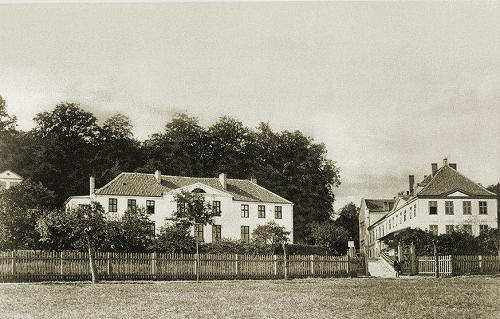
Dritter Pelonker Hof, um 1900

Von 1625 ist die älteste Erwähnung des Geländes erhalten, das das Kloster Oliva an Helmich von Twenhusen verlehnte. Eigentümer waren danach unter anderen der schwedische Resident (Gesandte) Georg Wachschlager, der Ratsherr Simon Georg Bömeln und Heinrich Floris Schopenhauer, der Vater des Philosophen Arthur Schopenhauer, der hier die ersten fünf Jahre seiner Kindheit verbrachte.
1854 gab es hier eine Wasserheilanstalt, seit  1868 war ein Kinder- und Waisenhaus untergebracht.
Ab 1953 diente das Gelände als Jugend- und Erziehungsheim innerhalb des Justizwesens.

## Eigentümer
- Helmich von Twenhusen, 1625
- Twenhusen, bis 1660
- Witwe Remers, 1660–1665
- Johann Schlackow, ab 1665
- George Wachschlager, um 1725?, schwedischer Resident in Warschau
- Georg Wachschlager d. J., vor 1732–1737
- Simon Georg Bömel (Bemel), 1737–1741
- David Kade, 1741-vor 1784
- Heinrich Floris Schopenhauer, 1784–1793 (oder später), verließ 1793 Danzig
- Peter Finke, Anfang 19. Jahrhundert
- Lauchlan Mac Lean, seit 1819, Stadtrat
- Francis Marschall, seit 1843
- David Zimmermann, seit 1850, mit Wasserheilanstalt (1854 Annonce) mit Dr. Carl Hermann Schildbach[1]
- Kinder- und Waisenheim, seit 1868
- Waisenheim, 1945–1953
- Jugend- und Erziehungsheim (Schronisko dla nieletnich), seit 1953, seit 2010 unter neuer strafrechtlicher Aufsicht

## Architektur
Ein Gebäude wurde im 18. Jahrhundert im klassizistischen Stil erbaut, das andere im späteren 19. Jahrhundert. Danach erfolgten Umbauten.

## Weitere Pelonker Höfe
Die Pelonker Höfe waren Grundstùcke, die im 17. Jahrhundert vom Kloster Oliva an vermögende Danziger Bürger abgegeben wurden. Einige Gebäude sind erhalten.
- Vierter Pelonker Hof, jetzt ul. Polanki 121
- Fünfter Pelonker Hof, nicht erhalten
- Siebenter Pelonker Hof, jetzt Ortsteil VII Dwór.